# Karl-Erik Nilsson (játékvezető)
Karl-Erik Nilsson (Lindås, Emmaboda, 1957. május 6. –) svéd nemzetközi labdarúgó-játékvezető, önkormányzati vezető (1994–2006), sportvezető.

## Pályafutása

### Nemzeti játékvezetés
A játékvezetői vizsgát 1980-ban tette le, 1992-ben lett az I. Liga játékvezetője. Az aktív nemzeti játékvezetéstől 2002-ben vonult vissza. Első ligás mérkőzéseinek száma: 150.

### Nemzetközi játékvezetés
A Svéd labdarúgó-szövetség (SvFF) Játékvezető Bizottsága (JB) 1994-ben terjesztette fel nemzetközi játékvezetőnek, a Nemzetközi Labdarúgó-szövetség (FIFA) bíróinak keretébe. Több nemzetek közötti válogatott és klubmérkőzést vezetett. UEFA besorolás szerint 1999-től a „mester” kategóriába tevékenykedett. A svéd nemzetközi játékvezetők rangsorában, a világbajnokság-Európa-bajnokság sorrendjében többedmagával a 7. helyet foglalja el 9 találkozó szolgálatával. Európai-kupamérkőzések irányítójaként az örök ranglistán a 71. helyet foglalja el 35 találkozó vezetésével. Az aktív nemzetközi játékvezetéstől 2002-ben a FIFA 45 éves korhatárát elérve búcsúzott. Válogatott mérkőzéseinek száma: 16.

#### Világbajnokság
1997-ben Malajzia rendezte az U20-as labdarúgó-világbajnokságot, ahol a FIFA JB bíróként alkalmazta.
| Időpont          | Helyszín                        | Mérkőzés típusa        | Mérkőzés                 | Eredmény | Nézők száma |
| ---------------- | ------------------------------- | ---------------------- | ------------------------ | -------- | ----------- |
| 1997. június 18. | Utama Stadion, Kangar           | selejtező (E. csoport) | Ausztrália–Kanada        | 0 : 0    | 13 000      |
| 1997. június 20. | Utama Stadion, Kangar           | selejtező (E. csoport) | Argentína–Kanada         | 2 : 1    | 12 000      |
| 1997. június 23. | Darulmakmur Stadion, Kuantan    | selejtező (D. csoport) | Spanyolország–Costa Rica | 4 : 0    | 5 000       |
| 1997. július 2.  | Shah Alam Stadion, Kuala Lumpur | egyik elődöntő         | Uruguay–Ghána            | 3 : 2    | 15 000      |

A világbajnoki döntőhöz vezető úton Franciaországba a XVI., az 1998-as labdarúgó-világbajnokságra valamint Dél-Koreába és Japánba a XVII., a 2002-es labdarúgó-világbajnokságra a FIFA JB bíróként alkalmazta.

##### 1998-as labdarúgó-világbajnokság
| Időpont              | Helyszín                | Mérkőzés típusa           | Mérkőzés                    | Eredmény | Nézők száma |
| -------------------- | ----------------------- | ------------------------- | --------------------------- | -------- | ----------- |
| 1996. szeptember 1.  | Dinamo Stadion, Moszkva | előselejtező (5. csoport) | Oroszország–Ciprus          | 4 : 0    | 8 500       |
| 1997. április 30.    | Razdan Stadion, Jereván | előselejtező (9. csoport) | Örményország–Észak-Írország | 0 : 0    | 10 000      |
| 1997. szeptember 10. | Wembley Stadion, London | előselejtező (2. csoport) | Anglia–Moldova              | 4 : 0    | 74 102      |

##### 2002-es labdarúgó-világbajnokság
| Időpont            | Helyszín                              | Mérkőzés típusa           | Mérkőzés           | Eredmény | Nézők száma |
| ------------------ | ------------------------------------- | ------------------------- | ------------------ | -------- | ----------- |
| 2000. október 11.  | Del Conero Stadion, Ancona            | előselejtező (8. csoport) | Olaszország–Grúzia | 2 : 0    | 18 593      |
| 2001. március 24.  | Partizán Stadion, Belgrád             | előselejtező (1. csoport) | Jugoszlávia–Svájc  | 1 : 1    | 36 000      |
| 2001. szeptember 5 | Antonis Papadopoulos Stadion, Larnaka | előselejtező (2. csoport) | Ciprus–Portugália  | 1 : 3    | 2 878       |

#### Európa-bajnokság
Az európai-labdarúgó torna döntőjéhez vezető úton Angliába a X., az 1996-os labdarúgó-Európa-bajnokságra és Belgiumba és Hollandiába a XI., a 2000-es labdarúgó-Európa-bajnokságra az UEFA JB játékvezetőként foglalkoztatta.

##### 1996-os labdarúgó-Európa-bajnokság
| Időpont             | Helyszín                  | Mérkőzés típusa           | Mérkőzés            | Eredmény | Nézők száma |
| ------------------- | ------------------------- | ------------------------- | ------------------- | -------- | ----------- |
| 1995. augusztus 16. | Kadriorg Stadion, Tallinn | előselejtező (4. csoport) | Észtország–Litvánia | 0 : 1    | 1 750       |

##### 2000-es labdarúgó-Európa-bajnokság
| Időpont             | Helyszín                       | Mérkőzés típusa           | Mérkőzés                       | Eredmény | Nézők száma |
| ------------------- | ------------------------------ | ------------------------- | ------------------------------ | -------- | ----------- |
| 1998. november 18.  | Crvene Zvezde Stadion, Belgrád | előselejtező (8. csoport) | Jugoszlávia–Írország           | 1 : 0    | 28 250      |
| 1999. szeptember 8. | Na Stínadlech Stadion, Teplice | előselejtező (9. csoport) | Csehország–Bosznia-Hercegovina | 3 : 0    | 10 125      |

#### Skandináv Bajnokság
| Időpont          | Helyszín                 | Mérkőzés típusa | Mérkőzés       | Eredmény | Nézők száma |
| ---------------- | ------------------------ | --------------- | -------------- | -------- | ----------- |
| 2000. február 2. | Városi Stadion, La Manga | csoportmérkőzés | Norvégia–Dánia | 4 : 2    | 750         |

#### Nemzetközi kupamérkőzések
Vezetett Kupa-döntők száma: 1.

##### Intertotó Kupa
A nyári labdarúgó kupa három csoportba kerül lebonyolításra és minden csoportban döntőt játszanak.
| Időpont             | Helyszín                   | Mérkőzés típusa                  | Mérkőzés                         | Eredmény |
| ------------------- | -------------------------- | -------------------------------- | -------------------------------- | -------- |
| 1998. augusztus 25. | Estadio Mestalla, Valencia | egyik csoportdöntő (2. mérkőzés) | Valencia CF–FC Red Bull Salzburg | 2 : 1    |

## Sportvezetőként
Az aktív játékvezetést befejezve a Bohusläns Fotbollförbund elnökeként szolgált. Az UEFA versenyigazgatója, a FIFA JB játékvezetőinek ellenőre. Az SvFF igazgatótanács elnöke volt. 2012. március 23-tól a Svéd Labdarúgó-szövetség (SvFF) elnöke.